# Шершни (Челябинская область)
Шершни́ — упразднённый посёлок в городском округе Челябинска Челябинской области. В 2004 году включен в состав города и исключен из учётных данных.

## География
Территория посёлка ограничена: на востоке — рекой Миасс, на юге — плотиной Шершнёвского водохранилища, на севере — малоэтажной застройкой Северо-Запада. Шершни связаны с северо-западной и центральной частями Челябинска внутригородским автобусным сообщением.

## История
Основан во 2-й половине XVIII века (в 1784, по другим данным — в 1737), упоминается в архивных документах в 1795 как казачий выселок Даниила Шерстнёва (Шершнёва). Назван по фамилии первопоселенца. С 1810 года старатели в районе посёлка Шершни стали добывать рассыпное золото. Западнее посёлка расположена Золотая гора, где в 1843—1935 велась добыча золота шахтным способом. Позднее шахты использовались для захоронения жертв сталинских репрессий.
В посёлке располагается Южно-Уральский научно-исследовательский институт садоводства и картофелеводства — филиал Уральского Федерального аграрного научно-исследовательского центра УрОРАН

## Население
| 1970 | 1977  | 1983  | 1995  | 2002  |
| ---- | ----- | ----- | ----- | ----- |
| 2513 | ↗3000 | →3000 | ↘2327 | ↗2762 |

## Известные уроженцы и жители
- Михалёв, Сергей Михайлович (1947—2015) — советский и российский хоккеист и тренер, заслуженный тренер РСФСР (1987).